# Pternistis swainsonii
El francolín de Swainson (Pternistis swainsonii) es una especie de ave galliforme de la familia Phasianidae propia del África austral. Su nombre conmemora al ornitólogo inglés William Swainson.

## Distribución
Se lo encuentra en Angola, Botsuana, Lesoto, Malawi, Mozambique, Namibia, Sudáfrica, Suazilandia, Zambia y Zimbabue.